# Notacanthidae
Notacanthidae (Rugstekelalen) zijn een familie van straalvinnige vissen uit de orde van Stekelaalachtigen (Notacanthiformes).

## Geslachten
- Leptocephalus Scopoli, 1777
- Lipogenys Goode & Bean, 1895
- Notacanthus Bloch, 1788
- Polyacanthonotus Bleeker, 1874